# Severo Ornstein
Severo M. Ornstein (né en 1930) est un informaticien à la retraite et fils du compositeur américain Leo Ornstein. 

## Biographie
En 1955, il rejoint le Laboratoire Lincoln du MIT en tant que programmeur et concepteur du système de défense aérienne SAGE. Il rejoint ensuite le groupe TX-2 et devient membre de l'équipe qui conçoit le LINC. Il part avec l'équipe à l'université Washington de Saint-Louis où il est l'un des principaux concepteurs de macromodules.
De retour à Boston, il rejoint Bolt, Beranek et Newman. Lorsque l'ARPA publie une demande de proposition pour l'ARPANET, il rejoint le groupe qui rédige la proposition gagnante. Il est responsable de la conception des interfaces de communication et d'autre matériel spécial pour le processeur de message d'interface. En 1972, il dirige la première délégation d'informaticiens américains en république populaire de Chine.
En 1976, il rejoint Xerox PARC où il met en place une interface informatique avec une des premières imprimantes laser. Plus tard, il co-dirige (avec Edward M. McCreight) l'équipe qui construit l'ordinateur Dorado. Ornstein co-conçoit Mockingbird, le premier éditeur de partitions musicales interactif sur ordinateur, et supervise sa programmation.
En 1980, il joue un rôle déterminant dans la création de Computer Professionals for Social Responsibility (CPSR). Il écrit une autobiographie décrivant ses expériences en informatique, publiée en 2002.